# Te Kūiti
Te Kūiti ist eine Stadt im Waitomo District der Region Waikato auf der Nordinsel von Neuseeland. Sie ist Sitz des Waitomo District Council. Das Gebiet um Te Kūiti ist als King Country bekannt.

## Namensherkunft
Te Kūiti ist die Gebietsbezeichnung der Māori, abgeleitet von der ursprünglichen Form „Te Kuititanga“ für das „Tal“ oder die „Verengung“.

## Geographie
Die Stadt befindet sich rund 17 km südlich von Otorohanga und rund 38 km südsüdwestlich von Te Awamutu und östlich des Mangapu River. Bis nach Hamilton weiter im Norden sind es rund 60 km. Durch die Stadt fließt der Mangaokewa Stream.

## Bevölkerung
Zum Zensus des Jahres 2013 zählte die Stadt 4221 Einwohner, 5,3 % weniger als zur Volkszählung im Jahr 2006.

## Wirtschaft
Die Stadt vermarktet sich als „Welthauptstadt der Schafschur“ und ist Gastgeber der jährlichen Nationalen Meisterschaften im Schafscheren. In der Stadt wurde eine 7 m hohe Statue eines Schafscherers aufgestellt. Am 1. April 2006 fand in der Stadt die weltgrößte Schafausstellung mit mehr als 2000 teilnehmenden Schafen statt.

## Verkehr

### Straßenverkehr
Durch Te Kūiti führt der New Zealand State Highway 3, der die Stadt mit Otorohanga, Te Awamutu und Hamilton im Norden verbindet. Im südlichen Teil der Stadt zweigt der New Zealand State Highway 30 nach Südosten ab.

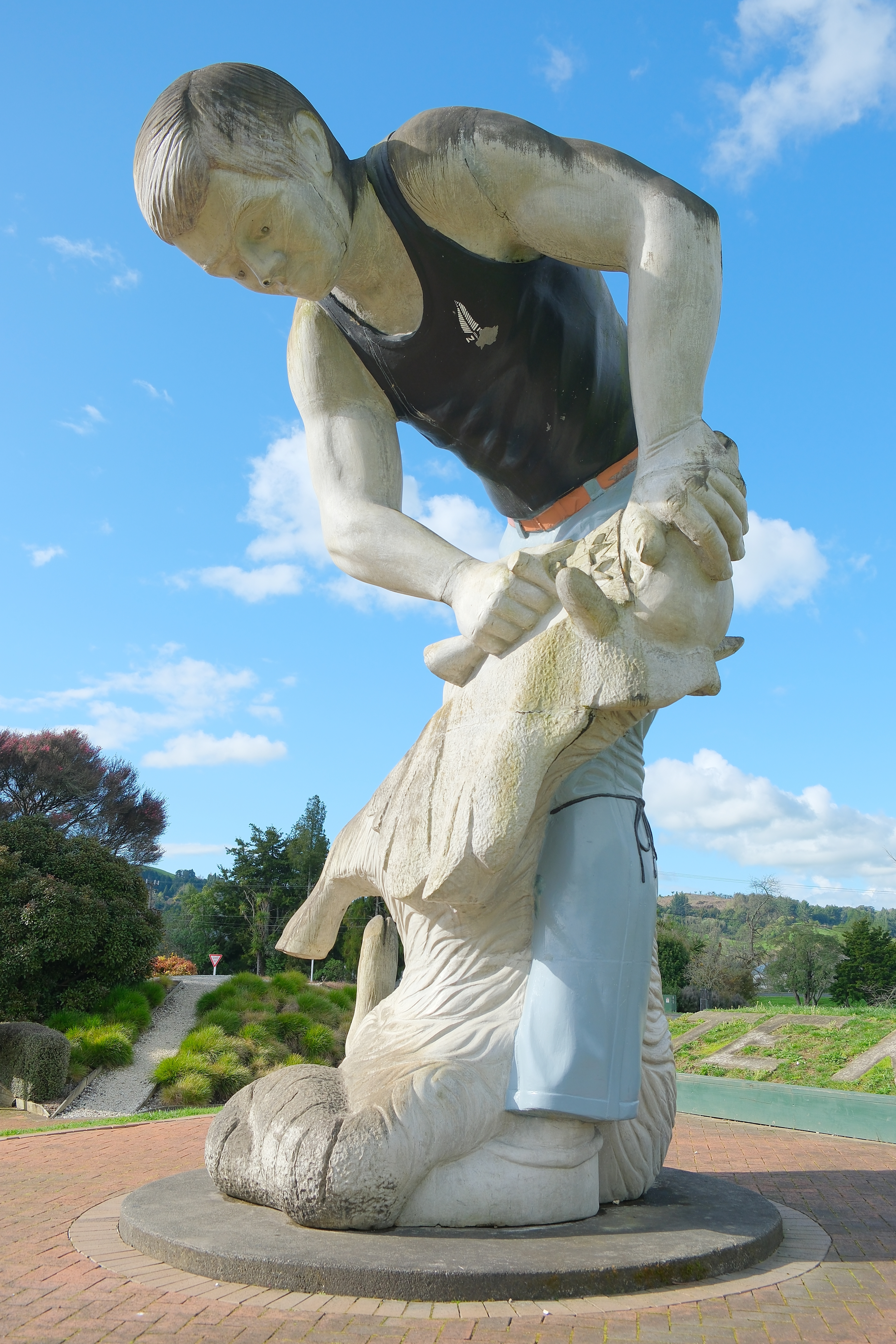
Statue eines Schafscherers in Te Kūiti

### Schienenverkehr
Der Bahnhof von Te Kuiti liegt an der  North Island Main Trunk Railway, die Auckland im Norden mit Wellington im Süden verbindet. Hier hält auch der Northern Explorer, der diese beiden Städte verbindet.

## Sport
In der Stadt ist der King Country Rugby Club, der in der National Provincial Championship spielt, beheimatet.

## Sehenswürdigkeiten
- In der Stadt befindet sich ein japanischer Garten, als Tatsuno Japanese Garden bekannt.[5]
- Nordwestlich der Stadt befinden sich die Waitomo Caves. Diese Kalksteinhöhlen sind eine der meistbesuchten Sehenswürdigkeiten Neuseelands.
- Das mit geschnitzten Verzierungen versehene Versammlungshaus Tokanganui-A-Noho wurde vom Māori-Chief Te Kooti dem lokalen Iwi der Māori, Ngāti Maniapoto, gestiftet.

## Persönlichkeiten
- Rangimarie Hetet (1892–1995), Weberin und Textilkünstlerin
- Kevin Boroevich, All-Blacks-Rugby-Spieler[6]
- Colin Meads (1936–2017), All Blacks-Spieler, lebte seit seinem 7. Lebensjahr in Te Kuiti.[7][8]
- David Fagan, Weltmeister im Schafscheeren[9]
- Ruth Park (1917–2010), Autorin, wuchs in Te Kuiti auf.
- Diggeress Te Kanawa (1920–2009), Weberin und Autorin
- Jim Bolger (* 1935), King Country war der Wahlbezirk des ehemaligen neuseeländischen Premierministers[10]
- Tony Martin (* 1964), der in Australien lebende Schauspieler, Comedian, Drehbuchautor und Regisseur wurde in Te Kuiti geboren.[11]
- Les Munro, letzter Überlebender Pilot der Operation Chastise[12], war einige Zeit Bürgermeister, heute ist eine Straße nach ihm benannt.
- Rob Waddell (* 1975), Ruderer und Segler
- Lise Mackie (* 1975), australische Schwimmerin